# Équipe du Kazakhstan de hockey sur gazon
Maillots
L'Équipe du Kazakhstan de hockey sur gazon représente le Kazakhstan dans les compétitions internationales masculines de hockey sur gazon.
Le Kazakhstan a participé deux fois aux Jeux asiatiques en 1994 et 2018 et une fois en Coupe d'Asie en 1993.

## Histoire dans les tournois

### Jeux asiatiques
- 1994 - 6e place
- 2018 - 11e place

### Coupe d'Asie
- 1993 - 5e place

### Coupe AHF
- 2012 - 9e
- 2022 - Qualifié

### Coupe d'Asie centrale
- 2019 -

### Ligue mondiale
- 2016-2017 - 1er tour

### Hockey Series
- 2018-2019 - Open

## Composition
L'effectif suivant du Kazakhstan pour la Coupe AHF 2022.
Entraîneur :  Olga Urmanova
| Numéro | Joueur                 | Date de naissance  | Âge | Sélections |
| ------ | ---------------------- | ------------------ | --- | ---------- |
| 1      | Daulet Urmanov (C)     | 13 décembre 1994   | 27  | 17         |
| 7      | Meirlan Toibekov       | 6 décembre 1997    | 24  | 16         |
| 8      | Maxat Zhokenbayev      | 24 janvier 1996    | 26  | 14         |
| 10     | Yermek Tashkeyev       | 17 juin 1998       | 23  | 17         |
| 11     | Daniyar Yerali         | 7 mai 2003         | 18  | 0          |
| 12     | Rustam Yestemessov     | 3 mars 2002        | 20  | 3          |
| 14     | Arsen Podolyakin       | 10 décembre 1984   | 37  | 6          |
| 15     | Aman Yelubayev         | 10 juillet 1998    | 23  | 17         |
| 16     | Yerassyl Askhatov (GB) | 11 mai 1998        | 23  | 6          |
| 17     | Talant Almen           | 18 septembre 1998  | 23  | 7          |
| 18     | Zhengis Bebitov        | 9 mars 2001        | 21  | 1          |
| 19     | Shynggys Seitkaliyev   | 12 août 1998       | 23  | 4          |
| 20     | Yerkebulan Dyussebekov | 13 mars 1995       | 26  | 17         |
| 21     | Tilek Uzbek            | 14 janvier 1993    | 29  | 17         |
| 23     | Nurzhan Mukhamadiyev   | 14 mai 1996        | 25  | 17         |
| 25     | Nurkhan Sansyzbayev    | 24 octobre 1991    | 30  | 7          |
| 55     | Miras Abdikeshov (GB)  | 1er septembre 2000 | 21  | 1          |